# قوراي (أسطورة)
في الأساطير الفيجية، قوراي (بالإنجليزية: Qurai)‏ هو إله سوموسومو. وقد غير نفسه مرة إلى جرذ حتى يتمكن من حضور اجتماع لآلهة الغيب.